# Calycomyza ipomoeaphaga
Calycomyza ipomoeaphaga är en tvåvingeart som beskrevs av Martinez 1992. Calycomyza ipomoeaphaga ingår i släktet Calycomyza och familjen minerarflugor.
Artens utbredningsområde är Guadeloupe. Inga underarter finns listade i Catalogue of Life.